# كمثرى الألم (أداة تعذيب)
الكمثرى الألم أو الكمثرى الخانقة هو الاسم الحديث لنوع من الآلات المعروضة في بعض المتاحف، ويتألف من جسم معدني (عادة على شكل كمثرى) مقسمة إلى شرائح تشبه الملعقة يمكن تشغيلها عن طريق لف المسمار الموجود فيها. تؤكد بعض المصادر مؤخرا أن الأجهزة كانت تستخدم لمنع الناس من التكلم أو التحدث، أو داخليا كأداة للتعذيب، عليها كما أن أغلب هذه الروايات غير قابلة للتصديق.

## الأصول

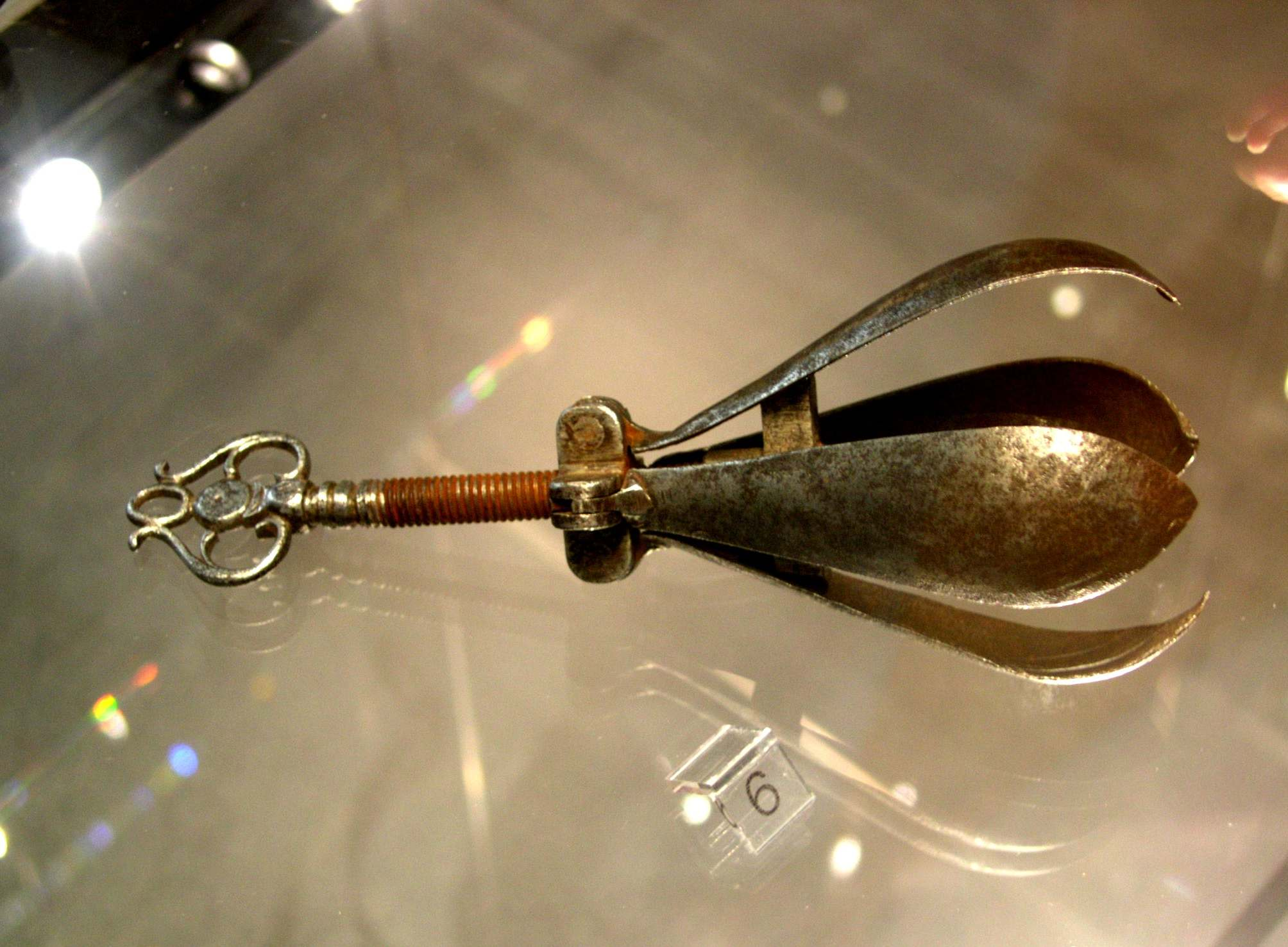
كمثرى الفم أو كمثرى التعذيب في النمسا

لا يوجد سرد مباشر معاصر لهذه الأجهزة أو استخدامها. ومع ذلك، من خلال تصميم الأجهزة، مثل تناسق المعدن وأسلوبه، غالبًا ما يرجع تاريخها إلى أوائل العصر الحديث (حوالي 1600). ورد ذكر مبكر في الكتاب F. de Calvi 's L'Inventaire général de l'histoire des larrons وأسمه بالعربية: («الجرد العام لتاريخ اللصوص»)، الذي كتب في عام 1639، والذي ينسب الاختراع إلى لص يدعى Capitaine Gaucherou de Palioly في أيام هنري الرابع ملك فرنسا كان يستخدم كمامة ميكانيكية لإخضاع الأثرياء من باريس بينما كان هو وشركاؤه يسرقون منزل الضحية. 
ظهرت إشارات أخرى للجهاز في القرن التاسع عشر. وقد تم ذكرها أيضا في غروس الصورة قاموس لسان المبتذلة (1811) بأنها «الكمثرى الاختناق»، وصفت بأنها الوسائل المستخدمة في الابتزاز، «كان يستخدم سابقا في هولندا».
كما هو مشتق من اسمها، كان من المفترض في الأصل أن يتم إدخال آلية هذه الأداة الغريبة في فم المرء لتدوير القطعة الرئيسية لتوسيع البتلات المعدنية. تتوسع البتلات الرباعية أو الثلاثية إلى الخارج، مما يجبر قدرة الفم الداخلي للضحية على التمدد إلى ما وراء حدوده.
يجادل كريس بيشوب من الجامعة الوطنية الأسترالية بأن بناء أقدمها يشير إلى أنها انفتحت وأن الصنعة تفوق ما هو متوقع من جهاز تعذيب. علاوة على ذلك، فإن مصدر العديد من الأجهزة غير معروف والصنعة تشير إلى أنها من المحتمل أن تكون حديثة الصنع، وحسابات استخدامها ليست معاصرة للعصور الوسطى، مما يجعل الحسابات مشبوهة.

## القطع في المتحف
على الرغم من وجود القليل من الأدلة أو عدم وجود دليل على استخدامها من قبل قطاع الطرق إلا أن هناك عددًا من الأمثلة الموجودة على الأجهزة المزخرفة والمتقنة ذات الشكل الكمثرى بثلاثة أو أربعة أوراق أو فصوص، مدفوعة بتدوير مفتاح يقوم بتدوير الخيط اللولبي المركزي، الذي ينشر الأوراق. يتم الاحتفاظ بها بشكل عام في متاحف مخصصة لموضوع التعذيب، وتوصف بأنها أدوات للتعذيب عن طريق الانتفاخ أو نزع الأحشاء.